# Ealdormano

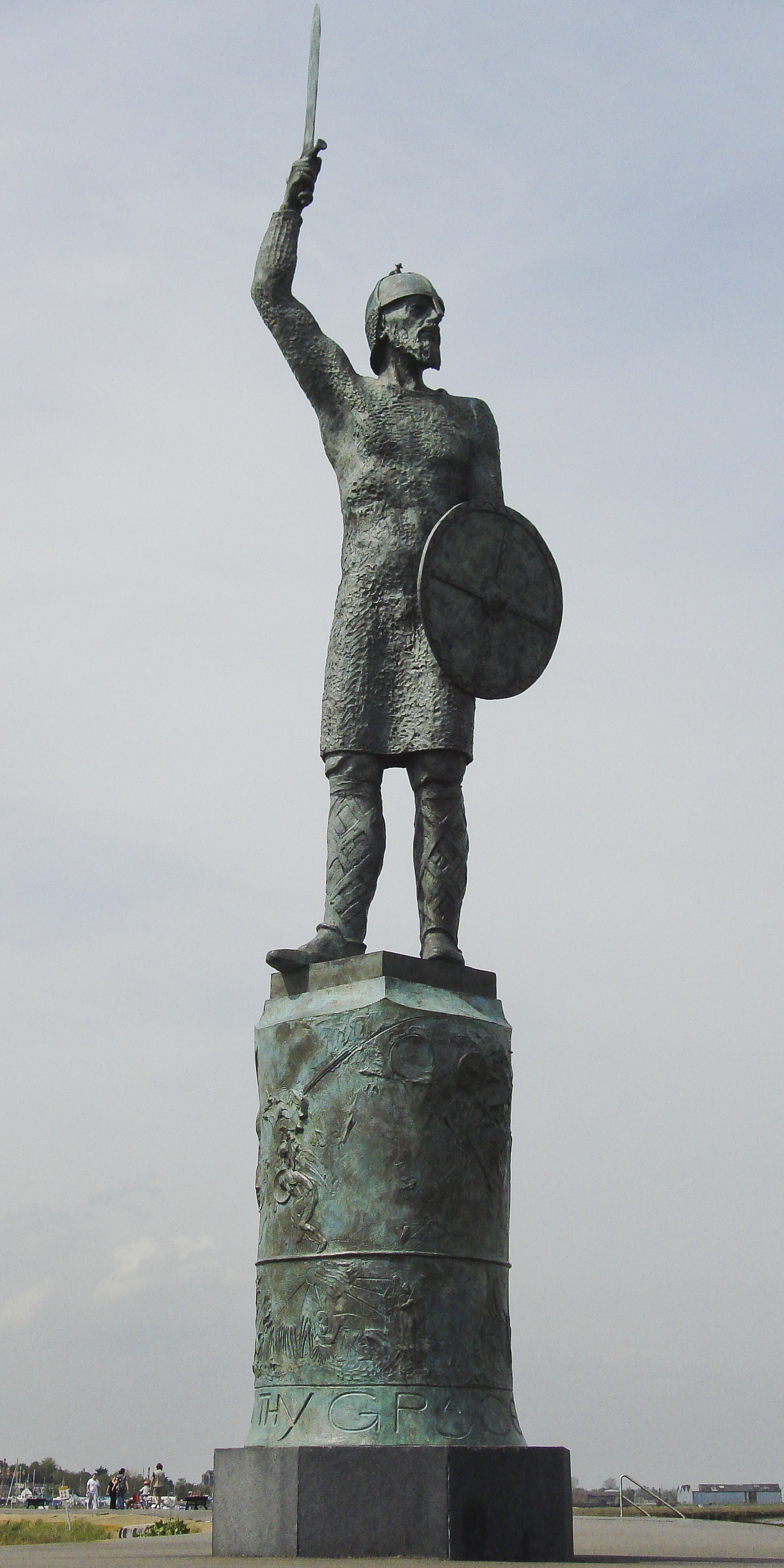
Estatua de um Ealdormano

Ealdormano (em latim: ealdormanum; em inglês antigo: ealdorman), na Inglaterra anglo-saxã, era um título que designava oficiais de alta posição da coroa que exerciam funções judiciais, administrativas e militares. Dentre os receptores do título estavam os governadores dos condados. Com o tempo, designou o magistrado mor de um ou mais condados. Ainda na Idade Média, tornou-se sinônimo de conde (em latim: comes; em inglês: count) e duque (em latim: dux; em inglês: duke).